# Muzzy
Muzzy – brytyjska seria filmów animowanych przeznaczona do nauki języków obcych. Dystrybucją filmów zajmuje się m.in. BBC. Obecnie oprócz angielskiego, Muzzy służy do nauki chińskiego (mandaryńskiego), esperanto, francuskiego, hiszpańskiego, irlandzkiego, koreańskiego, niemieckiego i włoskiego. Filmy tworzone są na dwóch poziomach językowych: podstawowym – Muzzy oraz bardziej zaawansowanym – Muzzy Level II.

## Postacie
Główną postacią jest Muzzy, przyjacielski zielony potwór żywiący się zegarkami. Akcja rozgrywa się w Królestwie Gondolandu, gdzie Muzzy ląduje swoim statkiem kosmicznym. Mieszkańcy Gondolandu to: Król (The King), Królowa (The Queen), ich córka Sylwia (Princess Sylvia), ogrodnik Bob, zły naukowiec Corvax, a w późniejszych odcinkach Amanda, córka Boba i księżniczki Sylwii oraz Thimbo, pomocnik Corvaxa. Główny wątek często przerywany jest przez wstawki edukacyjne, animowane w różny sposób i przedstawiające rowerzystę Normana, który objaśnia gramatykę. Imiona niektórych bohaterów w innych wersjach językowych są zmieniane (np. Norman staje się Carlosem w wersji hiszpańskiej zaś Bob jest Jeanem w wersji francuskiej).

## Streszczenie

### Muzzy
W Królestwie Gondolandu mieszka para monarchów z córką Sylwią. W piękniej dziewczynie zakochani są ogrodnik Bob oraz zły i szalony naukowiec Corvax. Pewnego dnia Sylwia i Bob w tajemnicy zakochują się i wyruszają na przejażdżkę. Tymczasem Corvax widzi co się dzieje i informuje o tym rodziców Sylwii. Król wpada w furię i rozdziela obu zakochanych. Sylwia wraca do pałacu, Bob zaś trafia do celi więziennej. Chłopak z przerażeniem odkrywa, że tam również trafił żywiący się zegarami potwór imieniem Muzzy. Potwór opowiada mu, jak go strażnicy zamknęli za zjedzenie parkometrów. Bob widząc jego chęć do zjadania metalu, namawia przyjaciela do zjedzenia kraty. W wyniku zjedzenia kraty Muzzy i Bob uciekają z więzienia. Tymczasem w pałacu, Corvax po tym, jak Sylwia go odrzuca w proteście, że kocha Boba, tworzy w sali komputerowej jej kopię. Jednak okazuje się, że kopia księżniczki również go nie znosi. Wściekły naukowiec uderza pięścią w komputer, który wkrótce wybucha tworząc kilka innych kopii. Bob i Muzzy pojawiają się w ogrodzie, gdzie spotykają Sylwię. Dziewczyna każe im obu ukryć się w szopie dopóki nie przyniesie czegoś do jedzenia. W pracowni komputerowej Corvax bezskutecznie próbuje ściągnąć kopie księżniczki z powrotem do komputera, jednak urządzenie tworzy setki kopii Sylwii. Król widząc to postanawia położyć temu kres. Gdy monarcha odkrywa, że Corvax nie może zatrzymać komputera, postanawia sam to zrobić. Niestety zostaje wciągnięty wewnątrz urządzenia, a naukowiec nie wiedząc jak mu pomóc ucieka helikopterem. Bob zauważa to i rusza za Corvaxem w pościg. Wkrótce potem Muzzy uwalnia Króla z wnętrza komputera, a Bob ostatecznie łapie sprawcę tego zamieszania. Wszystko się kończy dobrze: Corvax zostaje zabrany do więzienia, kopie księżniczki wracają do komputera, Bob i Sylwia biorą ślub, a Muzzy wraca na swoją rodzinną planetę swoim statkiem.

### Muzzy II
Mija kilka lat od wydarzeń w Muzzy in Gondoland. Muzzy pojawia się ponownie w Gondolandzie, tym razem przybywa na przyjęcie z okazji narodzin córki Sylwii i Boba - Amandy. Tymczasem Corvax buduje pilota niewidzialności i razem z Thimbo, który wcześnie wyszedł na zwolnienie warunkowe, planuje porwać małą Amandę w zemście na Bobie za odbicie mu Sylwii. Niedługo na przyjęciu Corvax i Thimbo będąc niewidzialnymi porywają dziewczynkę i razem uciekają łodzią Króla. Niestety Amanda zatapia łódź poprzez wyciągnięcie blokady. Po tym zdarzeniu złoczyńcy wraz z małą ukrywają się w małym domku wewnątrz kamieniołomu, który jest faktycznie centrum operacyjnym. Tymczasem Król i Królowa wraz z córką, zięciem oraz Muzzy'm idą tropem porywaczy. W tym samym czasie Corvax i Thimbo mają problem: Amanda jest głodna. Gdy oboje przygotowują jedzenie, maluch zauważa pilota niewidzialności i aktywuje go. Corvax i Thimbo bezskutecznie próbują znaleźć Amandę. Gdy w ich kryjówce pojawiają się monarchowie, Sylwia, Bob i Muzzy, Thimbo wyjaśnia im, że ten dom jest centrum operacyjnym. Nagle Amanda się odnajduje, lecz jest niewidzialna. Muzzy buduje pilota niewidzialności i sprawia, że malec znów jest widzialny. Wszystko dobrze się kończy: wszyscy wracają do pałacu, a Thimbo i Corvax zostają surowo ukarani.

## Emisja w Polsce
"Muzzy in Gondoland" był emitowany w Telewizji Polskiej w roku 1995 w TVP1 jako samodzielny program oraz w programie 5-10-15 (wersja esperanto).
| Wersja angielska | Wersja hiszpańska   | Wersja francuska    | Wersja niemiecka  | Wersja włoska        | Wersja chińska | Wersja esperanto   |
| ---------------- | ------------------- | ------------------- | ----------------- | -------------------- | -------------- | ------------------ |
| The King         | El Rey              | Le Roi              | Der König         | Il Re                | ???            | Reĝo               |
| The Queen        | La Reina            | La Reine            | Die Königin       | La Regina            | ???            | Reĝino             |
| Princess Sylvia  | La Princessa Silvia | La Princesse Sylvie | Prinzessin Sylvia | La Principesa Silvia | ???            | La Princino Silvja |
| Bob              | Juan                | Jean                | Bob               | Toni                 | ???            | Karlo              |
| Muzzy            | Muzzy               | Muzzy               | Muzzy             | Muzzy                | Muzzy          | Mazi               |
| Corvax           | Corvax              | Corvax              | Corvax            | Corvax               | Corvax         | Korvaks            |
| Norman           | Carlos              | Albert              | Norbert           | Carlo                | ???            | Petro              |
| Thimbo           | Timbo               | Timbo               | Timbo             | Timbo                | Timbo          | Trombo             |
| Amanda           | Amanda              | Amandine            | Amanda            | Amanda               | ???            | Aminda             |
| Mary             | Maria               | Marie               | Mary              | Maria                | ???            | Marija             |

## Obsada wersji angielskiej
- Jack May jako Muzzy
- Willie Rushton jako The King
- Miriam Margolyes jako The Queen
- Susan Sheridan jako Princess Sylvia oraz jako Kot
- Derek Griffiths jako Corvax oraz jako Bob
- Benjamin Wintrow jako Norman